# Vitskären
Vitskären är klippor nära Borstö i Nagu,  Finland.   De ligger i Pargas stad i landskapet Egentliga Finland. Ön ligger omkring 7 kilometer väster om Borstö, omkring 34 kilometer söder om Nagu kyrka,  67 kilometer söder om Åbo och 170 km väster om Helsingfors. Närmaste allmänna förbindelse är förbindelsebryggan vid Sandholm som trafikeras av M/S Nordep. Vitskären ligger 4 meter över havet.
Terrängen runt Vitskären är mycket platt.